# Christian Prosl
Christian Prosl (* 21. August 1946 in Eisenstadt, Österreich) ist ein österreichischer Diplomat, der  2003–2009 österreichischer Botschafter in der Bundesrepublik Deutschland und 2009–2011  österreichischer Botschafter in den Vereinigten Staaten von Amerika war.

## Leben
Christian Prosl besuchte das Lycée Français de Vienne und daraufhin das Theresianum in Wien. Anschließend studierte er an der Universität Wien Rechtswissenschaften und Französisch. Danach leistete er den Präsenzdienst und auch den Jagdkommando-Grundkurs. Es folgte ein Postgraduate Studium am Institut de Hautes Etudes Internationales in Genf.
Von 1973 bis 1977 war Prosl Mitarbeiter beim United Nations Development Programme in Burkina Faso und Ruanda. 1977 erfolgte sein Eintritt in das Bundesministerium für europäische und internationale Angelegenheiten. Nach Verwendungen in London, Washington D.C. und in der Zentrale in Wien war er Generalkonsul in Los Angeles, Leiter der Rechts- und Konsularsektion sowie stellvertretender Generalsekretär im Außenministerium. Von 2003 bis 2009 war Prosl Botschafter der Republik Österreich in der Bundesrepublik Deutschland, danach bis November 2011 österreichischer Botschafter in Washington, D.C., USA.
Christian Prosl ist verheiratet und Vater zweier Söhne. Er ist Präsident der Österreichischen Kulturvereinigung.

## Veröffentlichungen
- Gastkommentare in österr. Zeitungen („Die Presse“, „Der Standard“) und Beiträge in Zeitschriften („Conturen“)
- Public Diplomacy, in: Favorita Papers der Diplomatischen Akademie, Wien 01/2004.
- Abenteurer wider Willen, Übersetzung aus dem Französischen – Lebenserinnerungen von Willy Klein, Verlag für öst. Studentengeschichte, Band IX, Wien 2004.
- Mein Samstag gehört meiner Frau. Eigenverlag, Berlin 2006.
- Tödliche Romantik – Das legitimistische Corps Ottonen, Verlag für öst. Studentengeschichte, Band XII, Wien 2008.
- Fritz Hoess: Österreicher – Europäer – Diplomat (Hrsg.), Bundesministerium für europäische und internationale Angelegenheiten und  Industriellenvereinigung, Wien 2009.
- Anspruch und Wirklichkeit – Österreichs Außenpolitik seit 1945, Franz Cede, Christian Prosl, StudienVerlag, Innsbruck/Wien/Bozen 2015, ISBN 978-3-7065-5430-5.
- Österreich 1934 – das Spiel mit dem Feuer. Versuch einer differenzierten Betrachtung, Michael Dippelreiter, Christian Prosl (Hrsg.), Wieser Verlag, Wien 2015.
- Ambition and Reality - Austria's Foreign Policy since 1945, Franz Cede, Christian Prosl, StudienVerlag, Innsbruck/Wien/Bozen, Wien 2017, ISBN 978-3-7065-5523-4.
- Der österreichische Bundespräsident - das unterschätzte Amt, Ludwig Adamovich, Franz Cede, Christian Prosl (Hrsg.), StudienVerlag, Innsbruck/Wien/Bozen 2017, ISBN 978-3-7065-5646-0.
- Wie aus einer andern Zeit. Das Außenministerium im Krisenmodus, in Corona und die Welt von gestern, Manfried Rauchensteiner, Michael Gehler (Hrsg.). Böhlau Verlag, Wien/Köln/Weimar 2021, ISBN 978-3-205-21258-4.
- Diplomaten im Dialog - Zeitzeugnis einer Generation, Franz Cede, Christian Prosl (Hrsg.), Jan Sramek Verlag, Wien 2021, ISBN 978-3-7097-0268-0.

## Auszeichnungen
- 1996: Commandeur de l'Ordre de la Couronne, Belgien
- 1997: Großes Verdienstkreuz des Verdienstordens der Bundesrepublik Deutschland
- 2012: Großes Silbernes Ehrenzeichen mit dem Stern für Verdienste um die Republik Österreich[2]